# Jiří Seifert

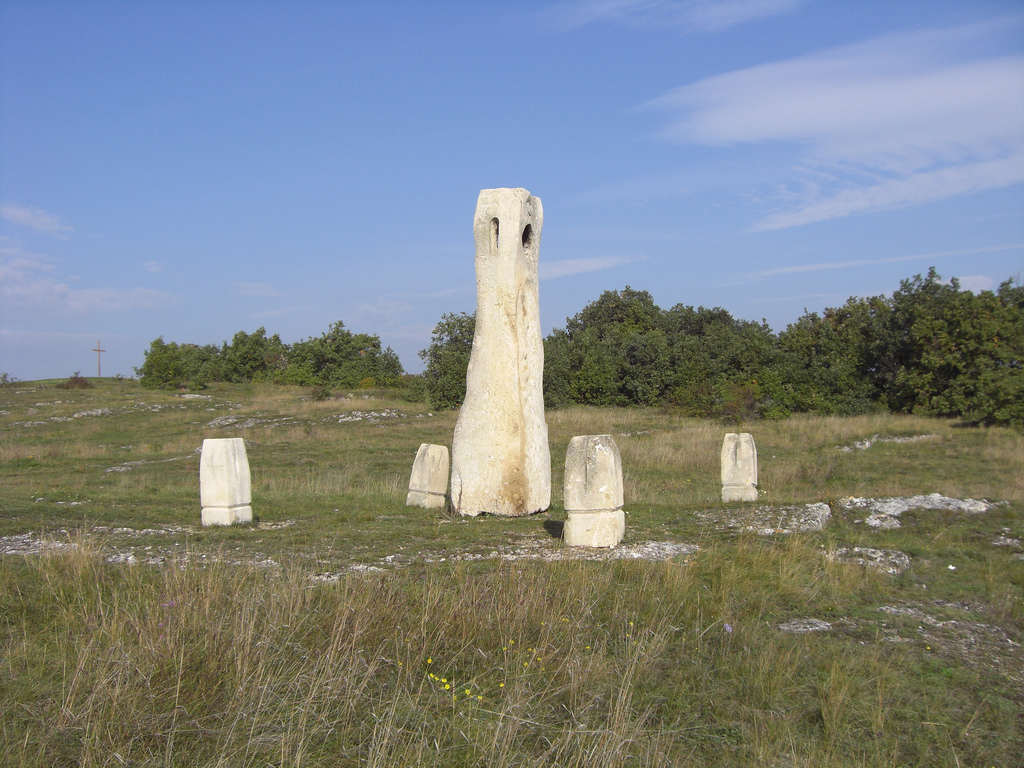
Symposion Europäischer Bildhauer, St. Margarethen, Burgenland; Werk von Jiri Seifert

Jiří Seifert (* 5. Oktober 1932 in Prag; † 25. Juli 1999 in Řevnice, Bezirk Prag-West) war ein tschechischer Bildhauer.

## Leben
Anschließend an das Studium an der Kunstgewerbeschule in Gablonz (Nordböhmen) 1947–51 schloss Seifert bis 1958 ein Studium an der Kunstgewerbe-Hochschule in Prag bei Bedřich Stefan an.
Ab 1958 wohnte er in Liberec (deutsch: Reichenberg) in Nordböhmen. Dort arbeitete er mit Architekten und der Regionalgalerie Liberec zusammen. Von 1970 an wohnte er in Řevnice bei Prag, wo er als Bildhauer und als Restaurator arbeitete.
Nach 1970 hatte Seifert für etwa 20 Jahre Ausstellungsverbot in der damaligen ČSSR.
1981 konnte er eine Außenraumkomposition zu Ehren des Architekten Adolf Loos in Liberec realisieren und 1987 Skulpturen in Genf und in der bulgarischen Stadt Trjawna. Seifert nahm auch an Bildhauersymposien teil. Verheiratet war er mit Hana Seifertová.

## Teilnahme an Bildhauersymposien
- 1969 Bildhauersymposion St. Margarethen
- 1991 Internationales Bildhauersymposion in Syke
- 1991 Bildhauersymposion Hořice (Hořické Sochařské Symposium)[4]
- 1995 Granitsymposion in der südböhmischen Stadt Milevsko, wo vor allem Granit bearbeitet wurde.

## Einzelausstellungen
- 1959 Prag, Galerie mladych
- 1962 Prag, Club Urmelcu Manes
- 1963 Vysoké nad Jizerou, Museum
- 1964 Liberec, Nordböhmisches Museum
- 1966 Litomerice, Oblastni Galerie / Prag, Špálova Galerie[5]
- 1969 Tabor, Stadttheater
- 1976 Revnice, Kulturzentrum
- 1980 Prag, Institut der Makromolekularchemie
- 1984 Prag, Atrium
- 1989 Prag, Altstadtrathaus, Galerie der Stadt Prag (Galerie hlavniho mesta Prahy)
- 2001 Prag, Museum der Bildenden Künste (České muzeum výtvarných umění v Praze)

## Werke (Auswahl)
- Guten Tag Syke. 1991 (Bildhauersymposion in Syke), 390 × 107 × 90 cm, 4 Säulen je 100 × 40 × 40 cm, Kalksandstein
- Der Tisch. 1995 (Granitsymposion in Milevsko)